# Brigada aeromóvil Friuli
La brigada aeromóvil «Friuli» es una brigada de asalto aéreo del ejército italiano, con base principalmente en la región Emilia-Romaña. La brigada era parte de las primeras fuerzas de defensa del orden, hasta que se transfirió a la División «Friuli».

## Escudo de armas
El escudo es una versión estilizada del Rocca di Monfalcone, el castillo de la ciudad de Monfalcone en la región del Friul, donde la brigada fue distinguida durante la Primera Guerra Mundial.
Consta de un fondo celeste (color del cielo) con el anteriormente mencionado, castillo dorado en su interior bajo un avión blanco que recalca su connotación de aeromovilismo.

## Historia
La brigada de infantería «Friuli» se formó bajo ese mismo nombre el 1 de noviembre de 1884, en Milán, y pertenecía al 87.º y 88.º regimiento de infantería «Friuli». En el estallido de hostilidades entre el Reino de Italia y el Imperio Austriaco en 1915 el Friuli, junto con la brigada de infantería «Cremona» formaron la 16.ª división de la línea. La brigada luchó con valentía en la Primera Guerra Mundial, pero se disolvió tras la guerra el 28 de diciembre de 1926.

### Segunda Guerra Mundial
La 20.ª división de infantería volvió a recomponerse el 24 de agosto de 1939, rebautizando la ya existente 20.ª división de infantería Curtatone e Montanara en Livorno. Esta cumplía el objetivo de crear la 44.ª división de infantería, pero mantenía sus regimientos tradicionales: el 87.º y 88.º regimientos de infantería.

#### Brigada motorizada «Friuli
- Brigada motorizada «Friuli», en Florencia
  -  Comando «Friuli» y batallón de señal, en Florencia
  -  19.º batallón blindado M.O. de Butera, en Florencia, con una mezcla de tanques M47 Patton y M113
  -  78.º batallón de infantería motorizada Lupi di Toscana, en Scandicci
  -  87.ª batallón de infantería motorizada Senio, en Pistoia
  -  225.ª batallón de infantería «Arezzo», en Arezzo
  -  35.ª grupo de artillería Riolo, en Pistoia, con obuses remolcados M114 155 mm
  -  Batallón logístico Friuli, en Coverciano
  - Compañía antitanques «Friuli», en Scandicci
  - Compañía de ingenieros «Friuli», en Florencia

Tras abolir el nivel regimental de Italia el 23 de septiembre de 1975, la brigada cambió su nombre, convirtiéndose en la Brigada motorizada «Friuli», con la nueva estructura:

## Actualidad

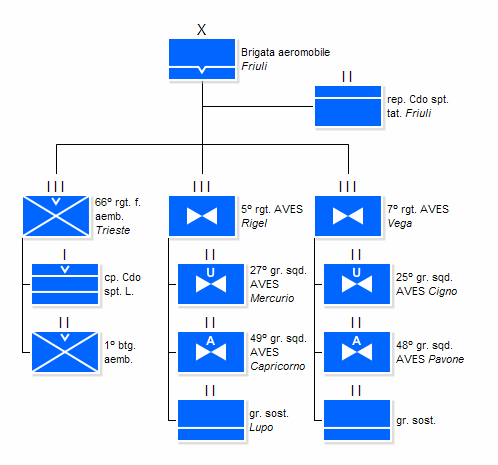
Estructura de la brigada (clic para ampliar)

- Brigada aeromóvil «Friuli», en Bolonia
  -  Batallón de orden y apoyo táctico «Friuli», en Bolonia
  -  66.ª regimiento de infantería aeromóvil "Trieste", en Forlì, con Iveco VTLM
  -  5.ª regimiento del Ejército del Aire "Rigel", en Casarsa (Friul-Venecia Julia)
    - 27.º grupo de escuadrones "Mercurio", con dos helicópteros de transporte NH90 y un AW109 EOA del escuadrón de reconocimiento.
    - 49.º grupo de escuadrones "Capricorno", con dos A129D del escuadrón de ataque
    - Grupo de apoyo aéreo "Lupo".

  -  7.º regimiento de aviación "Vega", en Rimini
    - 25.º grupo de escuadrones "Cigno", con tres helicópteros de transporte NH90.
    - 48.º grupo de escuadrones "Pavone", con dos helicópteros de transporte A129D del escuadrón de ataque.
    - Grupo de apoyo aéreo.